# María Sánchez Lorenzo
María Antonia Sánchez Lorenzo (ur. 7 listopada 1977 w Salamance) – hiszpańska tenisistka, reprezentantka kraju w Fed Cup, olimpijka z Aten (2004).
Ojciec nauczył ją tej gry, gdy miała osiem lat. Lubi grać na twardych kortach, najlepiej uderza z forhendu. Rodzice mają imiona Francisco i María Antonina. Jej rodzeństwo: brat Carlos i siostra Marta są studentami.

## Kariera tenisowa
Zawodową tenisistką była w latach 1994–2006.
Wygrała jeden tytuł singlowy w karierze o randze WTA Tour, w 1999 roku w Knokke-Heist. W cyklu rozgrywek ITF triumfowała w dziewięciu imprezach singlowych i jednej deblowej.
W latach 1995–1999, 2003–2006 reprezentowała Hiszpanię w Fed Cup zwyciężając w trzech meczach z dziesięciu rozegranych.
Lorenzo raz zagrała na igrzyskach olimpijskich, w Atenach (2004), ponosząc porażkę w pierwszej rundzie gry pojedynczej ze Słowenką Katariną Srebotnik.
W rankingu gry pojedynczej Lorenzo najwyżej była na 33. miejscu (5 kwietnia 2004), a w klasyfikacji gry podwójnej na 78. pozycji (19 czerwca 2006).
Zwycięstwa singlowe w cyklu ITF:
- 1993 – Tortosa
- 1994 – Caceras
- 1997 – Ateny, Redbridge
- 1998 – Bratysława, Bordeaux
- 1999 – Knokke-Heist
- 2000 – Oporto
- 2002 – San Luis